# Anna Asp
Anna Margareta Birgitta Asp est une directrice artistique suédoise née le 16 mai 1946  à Söderhamn (Suède).

## Biographie
Anna Asp fait des études de photographie à l'école de Christer Strömholm, à la fin des années 1960. Elle entreprend ensuite d'étudier la scénographie à l'École de cinéma de Stockholm (aujourd'hui une partie du Dramatiska Institutet). Elle travaille comme accessoiriste au cinéma et fait quelques décors pour le théâtre. Depuis le premier film auquel elle participe, Äppelkriget de Tage Danielsson en 1971, elle a collaboré à une quarantaine de films. À ses débuts au cinéma, elle travaille sur le film Giliap de Roy Andersson en 1975. Elle rejoint l'équipe de tournage de Ingmar Bergman d'abord sur son film Sonate d'Automne, mais surtout sur Fanny et Alexandre, pour lequel elle reçoit un Oscar. Plus tard, elle travaille, entre autres, avec Andreï Tarkovski ou Bille August, mais aussi sur des séries télévisées comme Wallander : Enquêtes criminelles.

## Théâtre
- 1972 : Jorden runt på 80 dagar
- 2008 : Lögn i helvete
- 2014 : Livet är en schlager

## Filmographie (sélection)
- 1978 : Sonate d'automne (Höstsonaten) d'Ingmar Bergman
- 1982 : Fanny et Alexandre (Fanny och Alexander) d'Ingmar Bergman
- 1986 : Le Sacrifice (Offret) d'Andreï Tarkovski
- 1987 : Pelle le Conquérant (Pelle Erobreren) de Bille August
- 1998 : Les Misérables de Bille August
- 2003 : Ondskan de Mikael Håfström
- 2010 : Svinalängorna de Pernilla August

## Distinctions
- Oscars 1984 : Oscar des meilleurs décors pour Fanny et Alexandre
- Prix Robert 1987 : meilleure conception scénique pour Pelle le Conquérant
- Bodil (Bodilprisen) 1987 : scénographie pour Pelle le Conquérant
- Guldbagge Awards 1993 : activités créatives
- Guldbagge Awards 2003 : meilleure performance les catégories de film professionnel, scénographie, costumes, make-up artist, effets spéciaux et animation pour Ondskan